# تعديل اللكنة
تعديل اللكنة هو تحويل طريقة النطق عند تعلم لغة أو لهجة جديدة فمثلا عند تعلم العربية على المتكلمين بالأعجمية تعلم نطق حروف مثل القاف والظاء. وفي العربية التَفَاصَحَ تَكَلَّفَ الْفَصَاحَةَ.